# Semecarpus subpanduriformis
Semecarpus subpanduriformis är en sumakväxtart som beskrevs av Nathaniel Wallich och Joseph Dalton Hooker. Semecarpus subpanduriformis ingår i släktet Semecarpus och familjen sumakväxter. Inga underarter finns listade i Catalogue of Life.